# الشینگن
الشینگن (به آلمانی: Elchingen) یک شهر در آلمان است که در Neu-Ulm واقع شده‌است. الشینگن ۹٬۲۱۳ نفر جمعیت دارد.